# 小說寶石
『小說寶石』（しょうせつほうせき）是日本光文社每月發行的文藝雜志。1968年創刊。2007年小説宝石新人賞開始實行頒發。
還有，光文文化財團主辦的日本神秘文學大獎和日本神秘文學大獎新人獎的評選會在每年的12月號掲載。

## 外部連結
- 小説宝石官網 （页面存档备份，存于）